# Busójárás
Busójárás (hu) ou Pohod bušara (hr) (en français : Marche des Busó) est une fête populaire de Mohács, en Hongrie. Liée au peuple slave des Šokci (en hongrois : sokácok), elle a lieu en hiver le dimanche précédant le Mercredi des Cendres.

## Présentation
Les principaux éléments de la fête sont :
- le « débarquement », au cours duquel les busó traversent le Danube à la rame sur des barques depuis le Sziget (l'île), qui est le nom local donné à la zone humide de l'autre côté du Danube,
- le défilé des busó portant l'impressionnant masque šokci traditionnel et faisant retentir leurs crécelles, de la place Kóló à l'ouest jusqu'à la place centrale,
- la mise à l'eau du cercueil carnavalesque, marquant la fin de l’hiver,
- à la tombée de la nuit, la foule rassemblée brûle l'hiver en allumant un bûcher et danse en rond sur la place centrale.

## Galerie

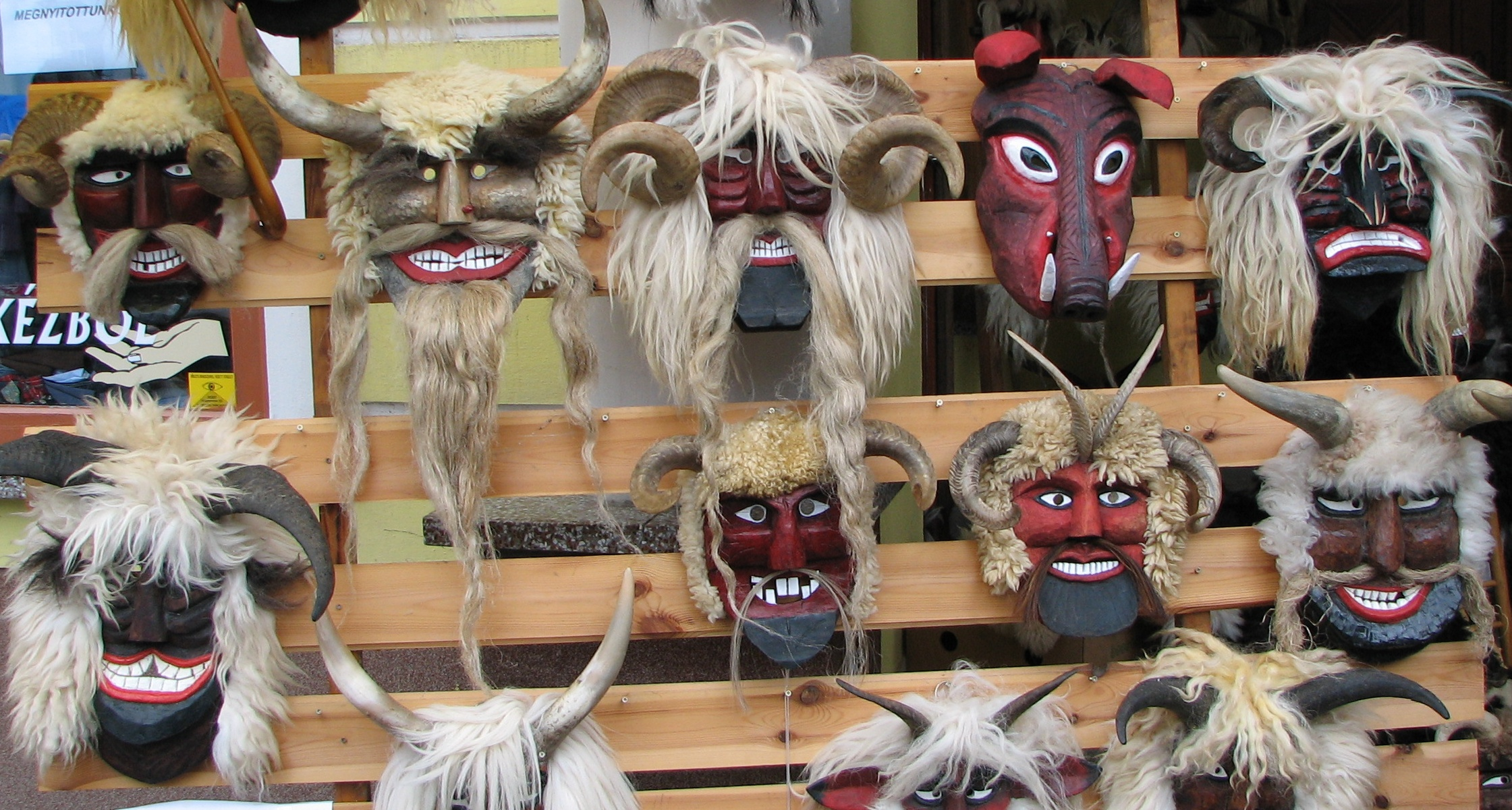
Busó masks (Mohács, February 2006)
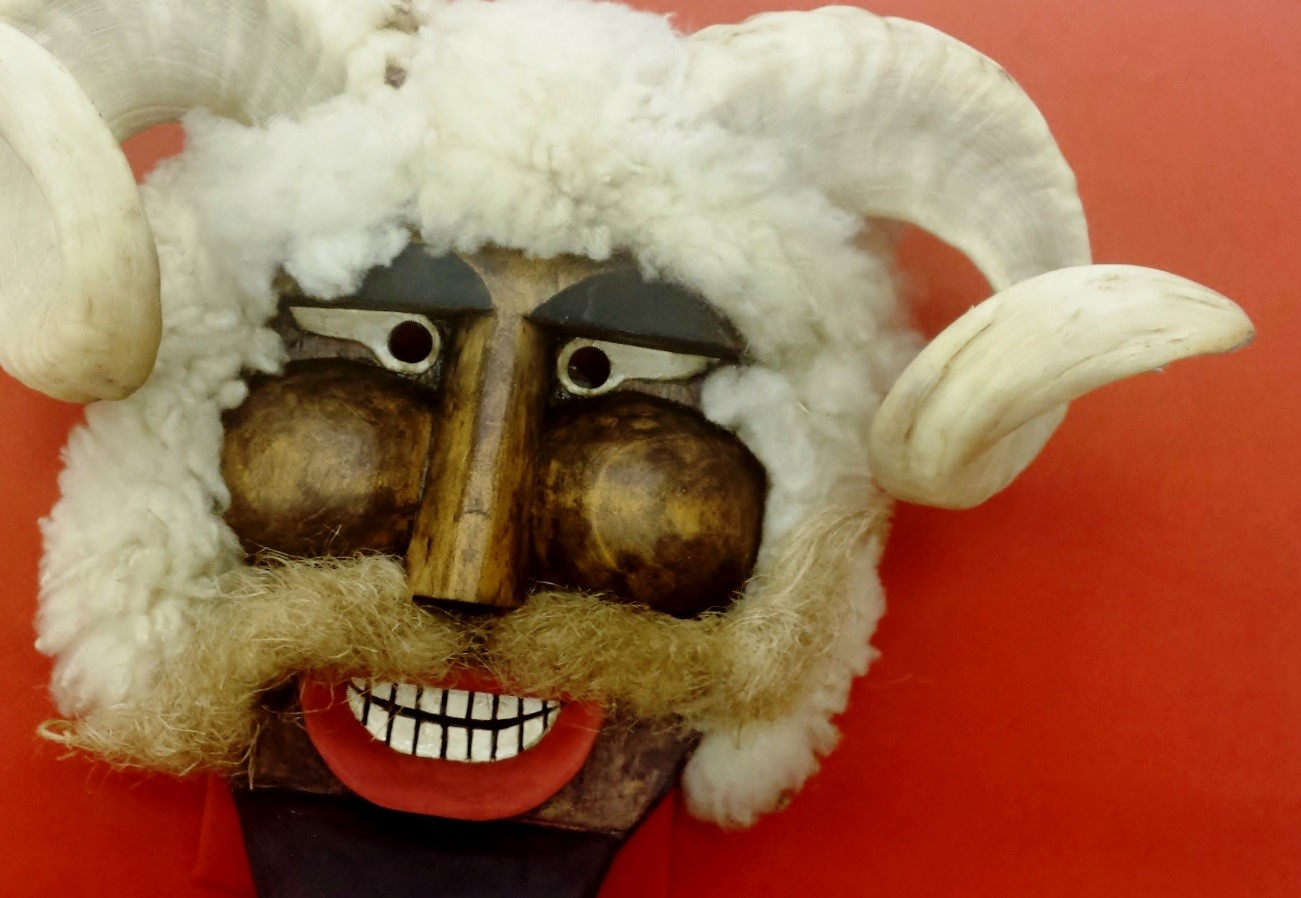
Busó mask from the collection of the Museu da Imigração de São Paulo
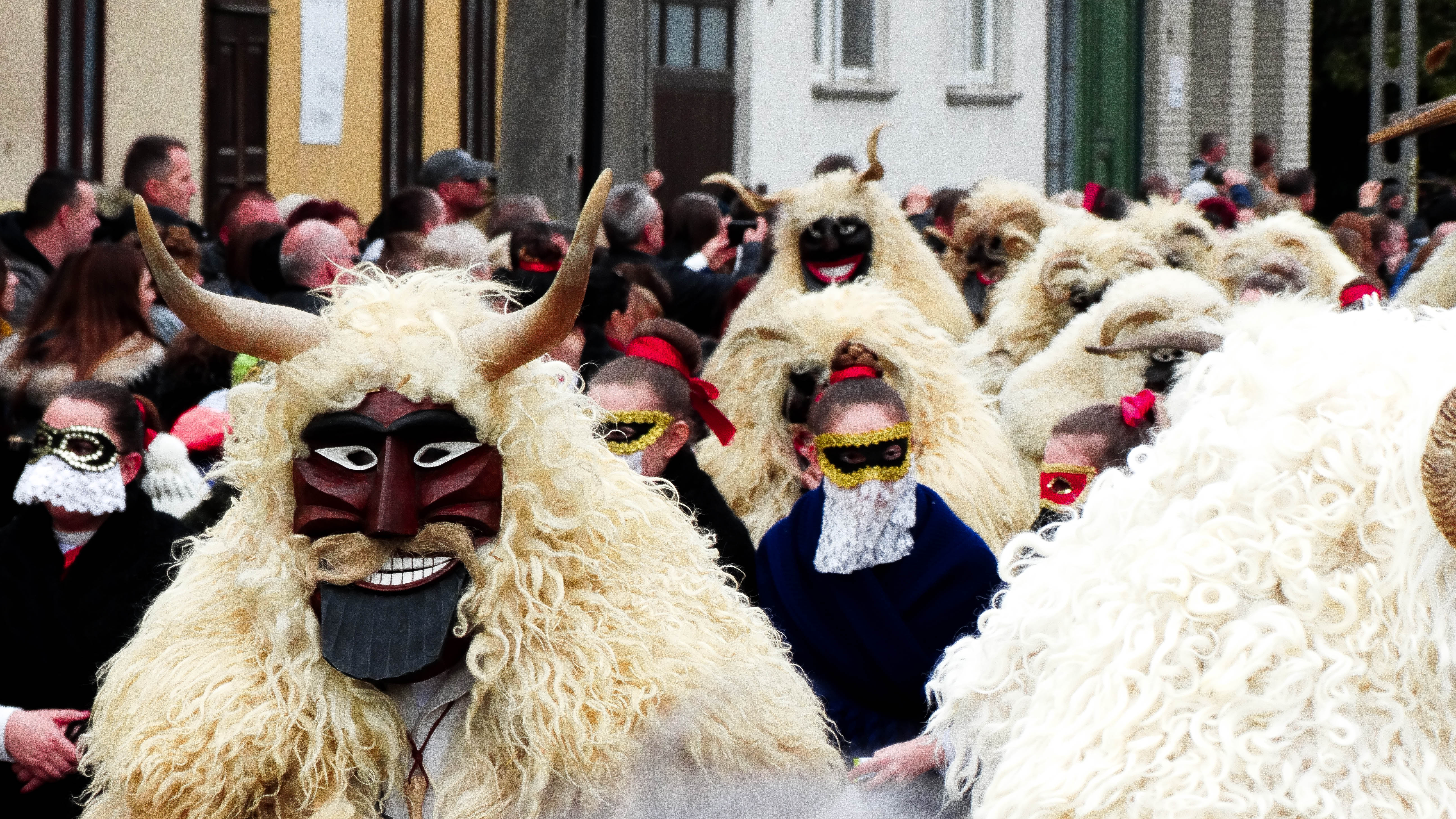
Busó-walking - Busójárás
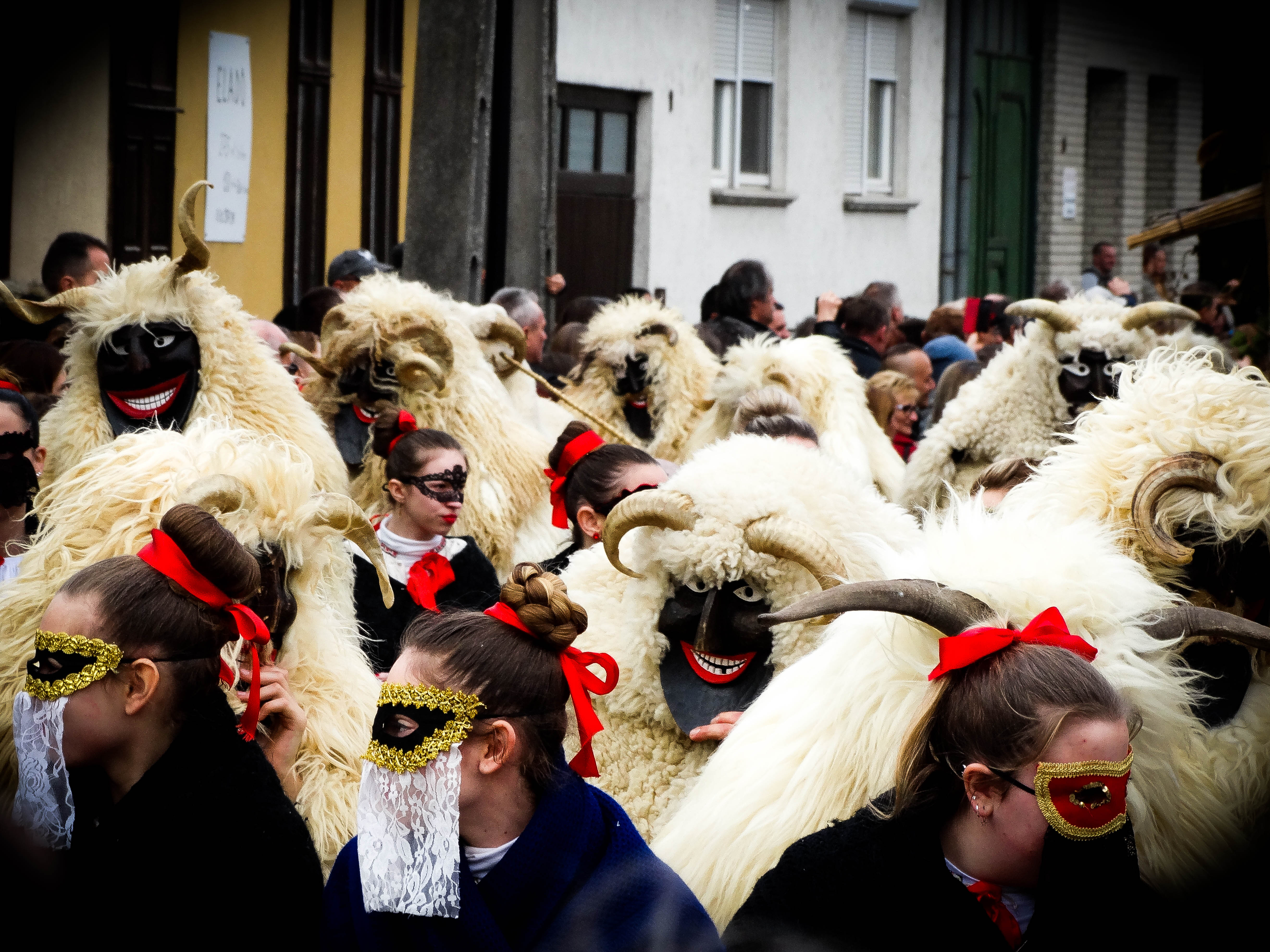
Busó-walking of the Hungarian Carnival - Farsangi busójárás.
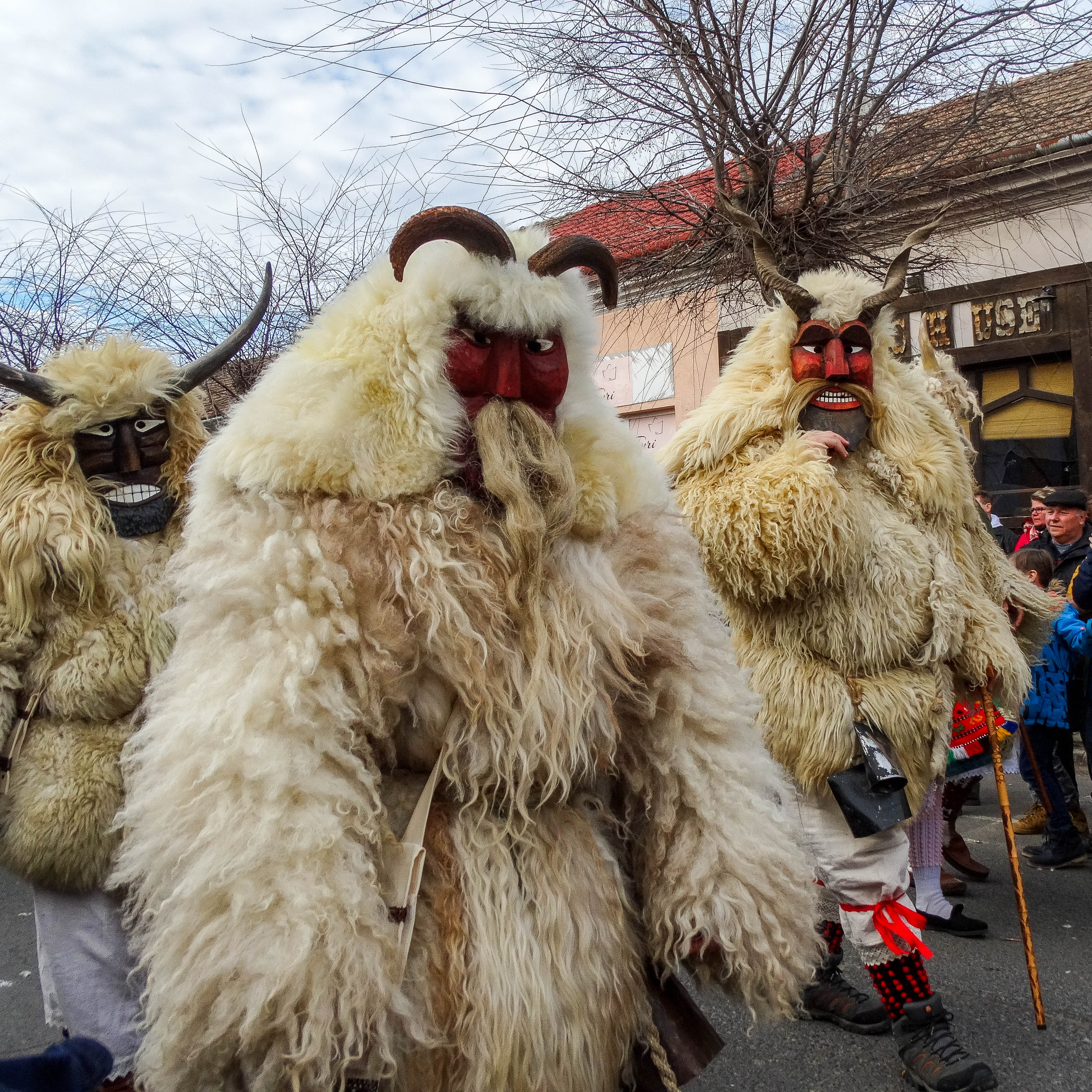
Busós
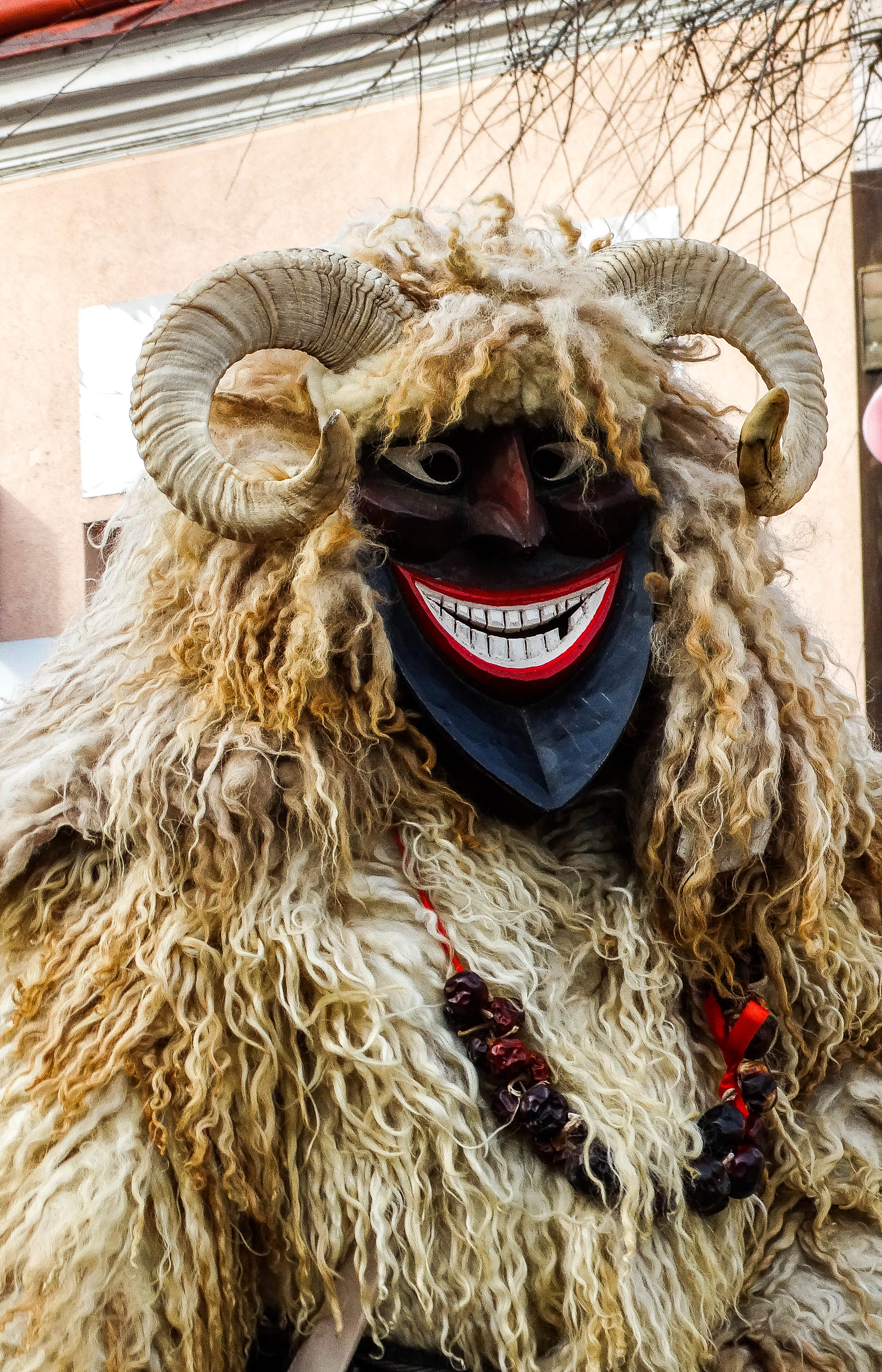
Busó